# The Slave
The Slave é um filme mudo norte-americano de 1909 em curta-metragem, do gênero drama, dirigido por D. W. Griffith.

## Elenco
- Florence Lawrence ... Nerada
- Harry Solter ... Deletrius
- James Kirkwood ... Alachus